# Stig Amthor
Stig Amthor (* 1. März 1970 in Berlin) ist ein ehemaliger deutscher Automobilrennfahrer.

## Karriere
Stig Amthor war zwischen 1993 und 1995 zu 28 Rennwochenenden der Deutschen Tourenwagen-Meisterschaft bzw. ITC gemeldet. Gestartet ist er bei 54 Rennen. Insgesamt konnte Amthor 19 Punkte einfahren. Sein bestes Rennergebnis war ein achter Platz beim zweiten Lauf am Nürburgring 1993 in einem AMG-Mercedes 190E 2.5-16 Evo II. Nach zwei Jahren bei der Mercedes-Nachwuchsmannschaft DTM-Junior-Team wechselte Amthor zu Alfa Romeo ins Team von Alfa Corse 2. Dort fuhr er in einem Alfa Romeo 155 V6 TI als bestes Ergebnis einen neunten Platz auf der AVUS ein.

## Statistik

### Karrierestationen
| - 1991: Formel BMW Junior (Platz 6) - 1993: DTM (Platz 15) | - 1994: DTM (Platz 19) - 1994: Porsche Carrera Cup (Platz 10) | - 1995: DTM (Platz 24) - 1995: ITC (Platz 21) |

### Einzelergebnisse in der DTM/ITC
| Saison | Team            | Hersteller | 1   | 2   | 3   | 4   | 5   | 6   | 7   | 8   | 9   | 10  | 11  | 12  | 13  | 14  | 15  | 16  | 17  | 18  | 19  | 20  | 21  | 22  | 23  | 24  | Punkte      | Rang    |
| ------ | --------------- | ---------- | --- | --- | --- | --- | --- | --- | --- | --- | --- | --- | --- | --- | --- | --- | --- | --- | --- | --- | --- | --- | --- | --- | --- | --- | ----------- | ------- |
| 1993   | DTM-Junior-Team | Mercedes   | ZOL | ZOL | HO1 | HO1 | NÜ1 | NÜ1 | WUN | WUN | NÜ2 | NÜ2 | NOR | NOR | DON | DON | DIE | DIE | ALE | ALE | AVU | AVU | HO2 | HO2 |     |     | 11          | 15.     |
| 1993   | DTM-Junior-Team | Mercedes   | 10  | 13  | 10  | 13  | 18  | 9   | DNF | 10  | 12  | 8   | DNF | 10  | 13  | 11  | 15  | 10  | 16  | DNF | DNF | 14  | 10  | DNF |     |     | 11          | 15.     |
| 1994   | DTM-Junior-Team | Mercedes   | ZOL | ZOL | HO1 | HO1 | NÜ1 | NÜ1 | MUG | MUG | NÜ2 | NÜ2 | NOR | NOR | DON | DON | DIE | DIE | NÜ3 | NÜ3 | AVU | AVU | ALE | ALE | HO2 | HO2 | 1           | 19.     |
| 1994   | DTM-Junior-Team | Mercedes   | 13  | 13  | 14  | DNF | 18  | DNF | 16  | 10  | 18  | 14  | 12  | 12  | 15  | 11  | 19  | 13  | DNF | DNS | 14  | 15  | 16  | 10  | DNF | DNS | 1           | 19.     |
| 1995   | Alfa Corse 2    | Alfa Romeo | HO1 | HO1 | AVU | AVU | MUG | MUG | HEL | HEL | NOR | NOR | DON | DON | DIE | DIE | EST | EST | NÜR | NÜR | ALE | ALE | MAG | MAG | HO2 | HO2 | DTM 1 ITC 1 | 24. 21. |
| 1995   | Alfa Corse 2    | Alfa Romeo | 19  | 10  | 13  | 9   | 16  | DNF | 10  | 12  | 15  | DNF |     |     |     |     |     |     |     |     |     |     |     |     |     |     | DTM 1 ITC 1 | 24. 21. |